# Chalcides chalcides
Chalcides chalcides é uma espécie de lagarto da família Scincidae que habita  a Itálica, o sul da França e o norte da África. Possui aproximadamente 48 centímetros de comprimento e seu corpo é alongado, com patas realmente curtas com três dedos cada uma. Sua alimentação constitui principalmente de insetos e é um réptil ovovivíparo.